# Richard J. Welch
Richard Joseph Welch (ur. 13 lutego 1869 w Hrabstwie Monroe, zm. 10 września 1949 w Needles) – amerykański polityk, członek Partii Republikańskiej.

## Działalność polityczna
W okresie od 31 sierpnia 1926 do śmierci 10 września 1949 przez trzynaście kadencji był przedstawicielem 5. okręgu wyborczego w stanie Kalifornia w Izbie Reprezentantów Stanów Zjednoczonych.